# Castéra-Bouzet
Castéra-Bouzet är en kommun i departementet Tarn-et-Garonne i regionen Occitanien i södra Frankrike. Kommunen ligger i kantonen Lavit som tillhör arrondissementet Castelsarrasin. År 2022 hade Castéra-Bouzet 122 invånare.

## Befolkningsutveckling
Antalet invånare i kommunen Castéra-Bouzet
| Referens: INSEE |